# Chrif
 (avril 2021).
Il peut être nécessaire de l'améliorer pour respecter le principe de neutralité de point de vue. Veuillez consulter la page de discussion pour plus de détails.

 (avril 2021).
La mise en forme du texte ne suit pas les recommandations de Wikipédia : il faut le « wikifier ».
Les points d'amélioration suivants sont les cas les plus fréquents. Le détail des points à revoir est peut-être précisé sur la page de discussion.
- Les titres sont pré-formatés par le logiciel. Ils ne sont ni en capitales, ni en gras.
- Le texte ne doit pas être écrit en capitales (les noms de famille non plus), ni en gras, ni en italique, ni en « petit »…
- Le gras n'est utilisé que pour surligner le titre de l'article dans l'introduction, une seule fois.
- L'italique est rarement utilisé : mots en langue étrangère, titres d'œuvres, noms de bateaux, etc.
- Les citations ne sont pas en italique mais en corps de texte normal. Elles sont entourées par des guillemets français : « et ».
- Les listes à puces sont à éviter, des paragraphes rédigés étant largement préférés. Les tableaux sont à réserver à la présentation de données structurées (résultats, etc.).
- Les appels de note de bas de page (petits chiffres en exposant, introduits par l'outil «  Source ») sont à placer entre la fin de phrase et le point final[comme ça].
- Les liens internes (vers d'autres articles de Wikipédia) sont à choisir avec parcimonie. Créez des liens vers des articles approfondissant le sujet. Les termes génériques sans rapport avec le sujet sont à éviter, ainsi que les répétitions de liens vers un même terme.
- Les liens externes sont à placer uniquement dans une section « Liens externes », à la fin de l'article. Ces liens sont à choisir avec parcimonie suivant les règles définies. Si un lien sert de source à l'article, son insertion dans le texte est à faire par les notes de bas de page.
- La présentation des références doit suivre les conventions bibliographiques. Il est recommandé d'utiliser les modèles {{Ouvrage}}, {{Chapitre}}, {{Article}}, {{Lien web}} et/ou {{Bibliographie}}. Le mode d'édition visuel peut mettre en forme automatiquement les références.
- Insérer une infobox (cadre d'informations à droite) n'est pas obligatoire pour parachever la mise en page.

Pour une aide détaillée, merci de consulter Aide:Wikification.
Si vous pensez que ces points ont été résolus, vous pouvez retirer ce bandeau et améliorer la mise en forme d'un autre article.
 (septembre 2017).
Chrif est un rappeur marocain, vivant aux États-Unis. Originaire de Casablanca, il a fait partie des groupes Hell Ouaf, Drawa et L'jwad.

## Parcours
En 2001, il fait son premier essai en groupe avec son cousin, sans aboutissement les moyens du bord étant inférieurs aux attentes, ils n'arriveront pas à conclure un accord et se sépareront.
En 2003, il fait sa deuxième expérience en groupe avec Drawa qui dura plus longtemps lui permettant de découvrir la scène locale et de se faire des contacts.
En 2004, il intègre Hell Ouaf et devient leur porte-parole auprès du public ainsi que manager de publicité. En même temps, il sort un Net-Maxi promotionnel pour le projet Pyramide "al haram" sur le net en collaboration avec plusieurs groupes français.
En 2006, Hell Ouaf sortent une Net-Tape promotionnel et un Street CD autoproduit.
En 2008, (Akhen a.k.a.) 'Chrif, participe aux compilations Imperial-Ism Vol 3: Trilogy of Horror, Chro3a d'rap vol.4, et sort le EP 7agar.
En 2009, il sort la Net-Tape L'wa9t Edaye3 [Volume 1] et [Volume 2] le 22 février, et le 17 septembre. Et participe à l'album Selak de Dirty Voice sur le titre Dam3at 9alb.
En 2010, il sort le Net-Maxi Shinobi le 31 janvier, et la Net-Tape Chu Dynasty le 7 mai 2010, suivie de l'album Sbata (A.k.a. Zero Four) le 5 juin.
En 2011, il annonce une nouvelle mix-tape nommée Ta7t l'Ard et qui fait partie de la série de Net-Tapes L'wa9t Edaye3. Les premiers extraits promotionnels sortent le 4 janvier 2011, via son blog.
En 2012, il sort la mix-tape A.k.a. Zero Four, en attendant l'album L'mel3ouna.
En 2013, le maxi 2 titres Freedom Forever extrait de son album L'mel3ouna, sort en promotion exclusive sur son blog.
En 2020, un nouvel extrait de l'album L'mel3ouna sort le 14 janvier.
En décembre 2020, un Ep promotionnel intituler Shinobi [The Sequel] sort pour confirmer l'album L'mal3ona.

## Discographie

### Collaborations & apparitions
- 2004 :
  - Freestyle (sur le CD promotionnel Pharaon Moderne).

- 2006 :
  - Charle dego (sur le Street CD de Hell Ouaf, Ard Essalam).

- 2008 :
  - 7agar (feat. Lama Islam) [rmx, produit par Imbrator] (sur la compilation d'Imperial skillz empera, Imperial-Ism Vol 3 : Trilogy of Horror).
  - Azanka madrassa (w/ Drawa & Mgharba Talbin Slak) (sur la compil Chro3a d'rap vol.4).

- 2009 :
  - Dam3at 9alb (w/ Sami, AlaaEdin & Dirty Voice) (sur l'album de Dirty Voice : Selak).

- 2011 :
  - Straße / Zan9a (w/ Papzt Der Atheist & Imperial Skillz Empera) (sur l'album d'Imperial Skillz Empera : Symphony Of Sickness).
  - Freestyle (w/ Ashor) (sur la Compil. Street Rap vol.1).

- 2020 :
  - Bounce Back (w/ Femcee Frosty & NM3 (Prod. By OBM Beats) (sur le projet de Femcee Frosty quarantine connection)

## Sources
- (fr) Blog
- (fr) Myspace
- (fr) Youtube